# Liste der Flughäfen und Flugplätze in Ecuador
Die Liste der Flughäfen und Flugplätze in Ecuador zeigt die Flughäfen und Flugplätze des südamerikanischen Staates Ecuador, geordnet nach Orten.
| Ort                                     | Provinz         | ICAO-Code | IATA-Code | Name des Flughafens                | Koordinaten                 |
| --------------------------------------- | --------------- | --------- | --------- | ---------------------------------- | --------------------------- |
| Baltra, Galapagosinseln                 | Galápagos       | SEGS      | GPS       | Flughafen Seymour                  | 0° 27′ 14″ S, 90° 15′ 57″ W |
| Cuenca                                  | Azuay           | SECU      | CUE       | Flughafen Cuenca                   | 2° 53′ 22″ S, 78° 59′ 4″ W  |
| Esmeraldas                              | Esmeraldas      | SETN      | ESM       | Flughafen Esmeraldas               | 0° 58′ 43″ N, 79° 37′ 36″ W |
| Guayaquil                               | Guayas          | SEGU      | GYE       | Flughafen Guayaquil                | 2° 9′ 28″ S, 79° 53′ 1″ W   |
| Latacunga                               | Cotopaxi        | SELT      | LTX       | Flughafen Cotopaxi                 | 0° 54′ 25″ S, 78° 36′ 57″ W |
| Manta                                   | Manabí          | SEMT      | MEC       | Internationaler Flughafen Manta    | 0° 56′ 45″ S, 80° 40′ 43″ W |
| Salinas                                 | Santa Elena     | SESA      | SNC       | Flughafen Salinas                  | 2° 12′ 18″ S, 80° 59′ 20″ W |
| San Cristóbal, Galapagosinseln          | Galápagos       | SEST      | SCY       | Flughafen San Cristóbal            | 0° 54′ 37″ S, 89° 37′ 3″ W  |
| Santa Rosa                              | El Oro          | SERO      | ETR       | Flughafen Santa Rosa               | 3° 26′ 7″ S, 79° 58′ 40″ W  |
| Tulcán                                  | Carchi          | SETU      | TUA       | Flughafen Tulcán                   | 0° 48′ 34″ N, 77° 42′ 29″ W |
| Quito                                   | Pichincha       | SEQM      | UIO       | Flughafen Quito                    | 0° 8′ 28″ S, 78° 29′ 17″ W  |
| Flugplätze                              |                 |           |           |                                    |                             |
| Ambato (San Juan de Ambato)             | Tungurahua      | SEAM      | ATF       | Flughafen Ambato                   | 1° 12′ 45″ S, 78° 34′ 28″ W |
| Bahía de Caráquez                       | Manabí          | SEBC      | BHA       | Flugplatz Los Perales              | 0° 36′ 20″ S, 80° 24′ 15″ W |
| Coca (Puerto Francisco de Orellana)     | Orellana        | SECO      | OCC       | Flughafen Francisco de Orellana    | 0° 27′ 46″ S, 76° 59′ 12″ W |
| Gualaquiza                              | Morona-Santiago | SEGZ      |           | Flugplatz Gualaquiza               | 3° 25′ 25″ S, 78° 34′ 0″ W  |
| Ibarra                                  | Imbabura        | SEIB      |           | Flugplatz Atahualpa – geschlossen  | 0° 20′ 20″ N, 78° 8′ 10″ W  |
| Jipijapa                                | Manabí          | SEJI      | JIP       | Flugplatz Jipijapa                 | 1° 0′ 35″ S, 80° 39′ 59″ W  |
| Macará                                  | Loja            | SEMA      | MRR       | Flugplatz Macará                   | 4° 22′ 45″ S, 79° 56′ 29″ W |
| Macas                                   | Morona-Santiago | SEMC      | XMS       | Flughafen Macas                    | 2° 17′ 57″ S, 78° 7′ 15″ W  |
| Machala                                 | El Oro          | SEMH      | MCH       | Flughafen Machala – geschlossen    | 3° 16′ 8″ S, 79° 57′ 41″ W  |
| Montalvo                                | Pastaza         | SEMO      |           | Flugplatz El Carmen                | 2° 4′ 0″ S, 76° 58′ 35″ W   |
| Nueva Loja                              | Sucumbíos       | SENL      | LGQ       | Flughafen Nueva Loja               | 0° 5′ 33″ N, 76° 52′ 10″ W  |
| Portoviejo                              | Manabí          | SEPV      | PVO       | Flughafen Portoviejo – geschlossen | 1° 2′ 29″ S, 80° 28′ 19″ W  |
| Puerto Villamil                         | Galápagos       | SEII      | IBB       | Aeropuerto General Villamil        | 0° 56′ 33″ S, 90° 57′ 11″ W |
| Putumayo (Puerto El Carmen de Putumayo) | Sucumbíos       | SEPT      | PYO       | Flugplatz Puerto El Carmen         | 0° 6′ 55″ N, 75° 51′ 0″ W   |
| Riobamba                                | Chimborazo      | SERB      |           | Flugplatz Chimborazo               | 1° 39′ 15″ S, 78° 39′ 25″ W |
| Shell                                   | Pastaza         | SESM      | PTZ       | Flughafen Río Amazonas             | 1° 30′ 19″ S, 78° 3′ 46″ W  |
| Taisha                                  | Morona-Santiago | SETH      | TSC       | Flugplatz Taisha                   | 2° 22′ 50″ S, 77° 30′ 10″ W |
| Tarapoa                                 | Sucumbíos       | SETR      | TPC       | Flughafen Tarapoa                  | 0° 7′ 22″ S, 76° 20′ 15″ W  |
| Taura                                   | Guayas          | SETA      |           | Taura Air Base                     | 2° 15′ 40″ S, 79° 40′ 50″ W |
| Tena                                    | Napo            | SEJD      | TNW       | Flughafen Tena – Jumandy           | 1° 3′ 35″ S, 77° 35′ 0″ W   |
| Tiputini                                | Orellana        | SETI      | TPN       | Flugplatz Tiputini                 | 0° 46′ 35″ S, 75° 31′ 45″ W |